# Barbut verd de gorja turquesa
El barbut verd de gorja turquesa (Psilopogon chersonesus) és una espècie d'ocell de la família dels megalèmids (Megalaimidae) que habita boscos de una petita zona de la Tailàndia, a la Península Malaia.